# Tamar Gožansky
Tamar Gožansky (hebrejsky תמר גוז׳נסקי‎) je izraelská politička a bývalá poslankyně Knesetu za strany Chadaš a Chadaš-Ta'al.

## Biografie
Narodila se 3. října 1940 ve městě Petach Tikva. Absolvovala studium ekonomie na Leningradské státní univerzitě. Pracovala jako ekonomka. Hovoří hebrejsky, rusky a anglicky.

## Politická dráha
Byla členkou politického úřadu Izraelské komunistické strany a místopředsedkyní organizace Council of the Democratic Front for Peace & Equality. Publikovala články v tisku včetně listu Zu ha-derech.
V izraelském parlamentu zasedla poprvé po volbách v roce 1988, v nichž kandidovala za stranu Chadaš. Byla členem výboru pro status žen, výboru práce a sociálních věcí a výboru House Committee. Mandát znovu získala ve volbách v roce 1992, opět za Chadaš. Byla členkou výboru pro statuš žen, výboru House Committee, výboru pro televizi a rozhlas a výboru práce a sociálních věcí. Znovu byla zvolena ve volbách v roce 1996, tentokrát na střechové kandidátní listině Chadaš-Balad, která se ale později rozpadla a Tamar Gožansky přešla do samostatné frakce Chadaš. Byla členkou výboru pro status žen, výboru pro zahraniční dělníky, výboru práce a sociálních věcí a výboru pro vědu a technologie. Předsedala společnému výboru pro rané dětství. Mandát obhájila i ve volbách v roce 1999 coby kandidátka za Chadaš. Byla členkou výboru práce, sociálních věcí a zdravotnictví, výboru pro zahraniční dělníky a předsedala výboru pro práva dětí. Zasedala rovněž v několika vyšetřovacích komisích.
Ve volbách v roce 2003 nekandidovala.